# 177 Irma
A 177 Irma a Naprendszer kisbolygóövében található aszteroida. Henry, Paul fedezte fel 1877. november 5-én.